# 双珠路站
双珠路站位于中华人民共和国山东省青岛市黄岛区大珠山中路，是青岛地铁13号线与建设中的6号线的地铁换乘站，2018年12月26日投入运营。

## 沿革
- 2015年2月，青岛地铁13号线一期工程开工，地铁车站土建开始。[參⁠ 1]
- 2018年9月1日，13号线开始空载试运行。[參⁠ 2]
- 2018年12月26日，青岛地铁13号线井冈山路站至董家口火车站区间通车，双珠路站正式启用。

## 车站结构
青岛地铁6号线和13号线成T字交叉经过此站，6号线呈东西方向，沿双珠路伸展；13号线呈南北方向，沿大珠山中路伸展。

### 出入口
：大珠山中路西侧
：大珠山中路东侧、双珠路南侧
 设有
- 双珠路站A口
- 双珠路站B口

## 车站周边
黄岛区第五中学、西海岸公用事业服务中心、孟家滩、维客购物中心

## 接驳交通
- 分布于周边的公交车站，包括以下路线的停靠站点：黄岛309路、西1路、西2路、西8路、西12路、K1路、L1路等。